# Pro Bowl 1973
Match précédent Match suivant
Le AFC-NFC Pro Bowl 1973 est le Match des étoiles de football américain de la National Football League pour la saison 1972. Il se joue au Texas Stadium à Irving le 21 janvier 1973 entre les meilleurs joueurs des deux conférences de la NFL, la National Football Conference et l'American Football Conference. La rencontre est remportée sur le score de 33 à 28 par l'équipe représentant l'American Football Conference.